# Segurança e defesa
A segurança é um sentimento de proteção, necessário e indispensável a uma sociedade e a cada um de seus integrantes, contra ameaças de qualquer natureza. A defesa é a ação capaz de garantir esse sentimento.

## Segurança e defesa
A segurança é uma sensação subjetiva, abstrata, não pode ser medida.
Tudo o que é capaz de gerar conflito ou dificultar a proteção de um direito é razão para gerar insegurança. Ela pode surgir da escassez de recursos e serviços essenciais ao atendimento das necessidades básicas de uma população; da falta de participação de segmentos da sociedade em um determinado processo político;  da intervenção e intromissão indevida de culturas externas que agridem a identidade de um grupo social.
A sensação de segurança decorre da ausência de ameaças que possam alterar esse estado.
As ameaças, sim, têm de ser identificadas, avaliadas e devidamente neutralizadas, reduzidas ou eliminadas, através de ações e medidas adequadas a cada caso.
A defesa é essa ação ou conjunto de medidas capaz de proporcionar e manter a sensação de segurança. Segurança é sentimento. Defesa é ação.

## Níveis de segurança e defesa
Segundo a dimensão das responsabilidades do Estado, como garantidor da ordem pública, e da sociedade, enquanto fundamental parceira do Estado, a segurança se revela nos níveis individual, comunitário, nacional e coletivo.

### Individual
O homem é o principal agente e também beneficiário das ações e medidas para manutenção do sentimento de segurança, e dele se espera uma participação, consciente e solidária, no planejamento e na execução dessas ações e medidas. Ele deve ter garantida a inviolabilidade de seu direito à vida, à liberdade, à igualdade, à propriedade e à segurança, entre outros.

### Comunitário
Nesse nível, a segurança consiste na garantia de estabilidade das relações políticas, econômicas e sociais que preservem a propriedade, o capital e o trabalho, visando a convivência harmônica e civilizada entre grupos e indivíduos.

### Nacional
O sentimento de segurança, nesse nível, está relacionado com a preservação dos objetivos fundamentais da Nação, normalmente identificados nos seus textos constitucionais.
Em se tratando do sentimento de segurança nacional, as ameaças e conflitos mais frequentes têm sua origem nas relações com outros países, mas também a insegurança individual ou comunitária pode atingir um grau de instabilidade capaz de por em risco algum dos objetivos fundamentais.

### Coletivo
O sentimento de segurança coletivo é decorrente das relações estabelecidas com outros países, estabelecendo alianças capazes de reduzir ou eliminar áreas de atrito e alcançar e manter objetivos de interesse comum.

## Segurança e defesa públicas
A segurança pública abrange os níveis de segurança individual e comunitário do homem, e tem como objetivo a ordem pública, que é a situação de normalidade e tranquilidade caracterizada pela garantia do exercício dos direitos individuais, a manutenção da estabilidade das instituições, o bom funcionamento dos serviços públicos e a prevenção de danos sociais, cuja preservação cabe ao Estado, às instituições e à sociedade.
A sensação de segurança pública é obtida através de ações e medidas de defesa pública, caracterizada pela aplicação e utilização do poder de polícia.